# Fermi Gamma-ray Space Telescope

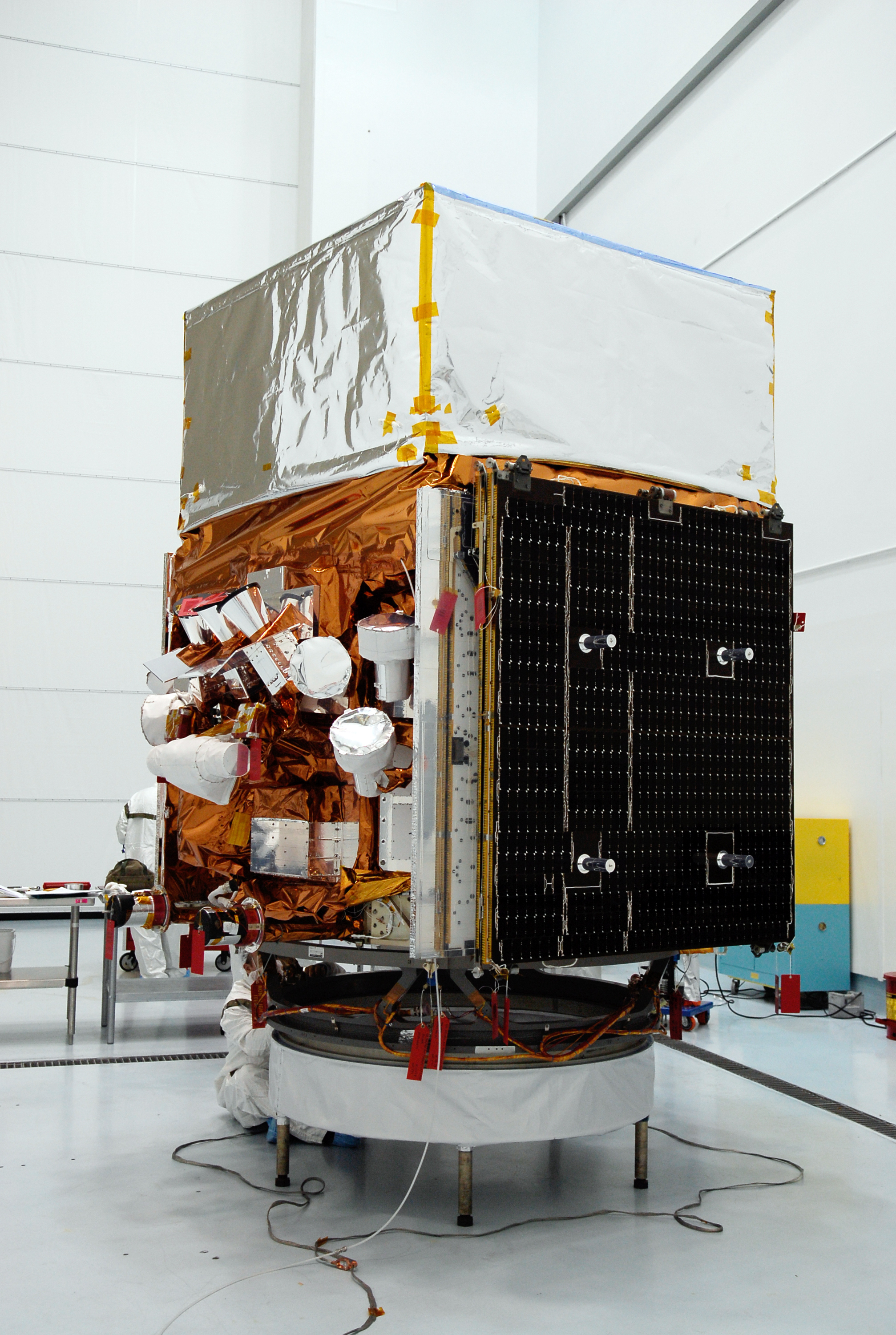
Fermi Gamma-ray Space Telescope

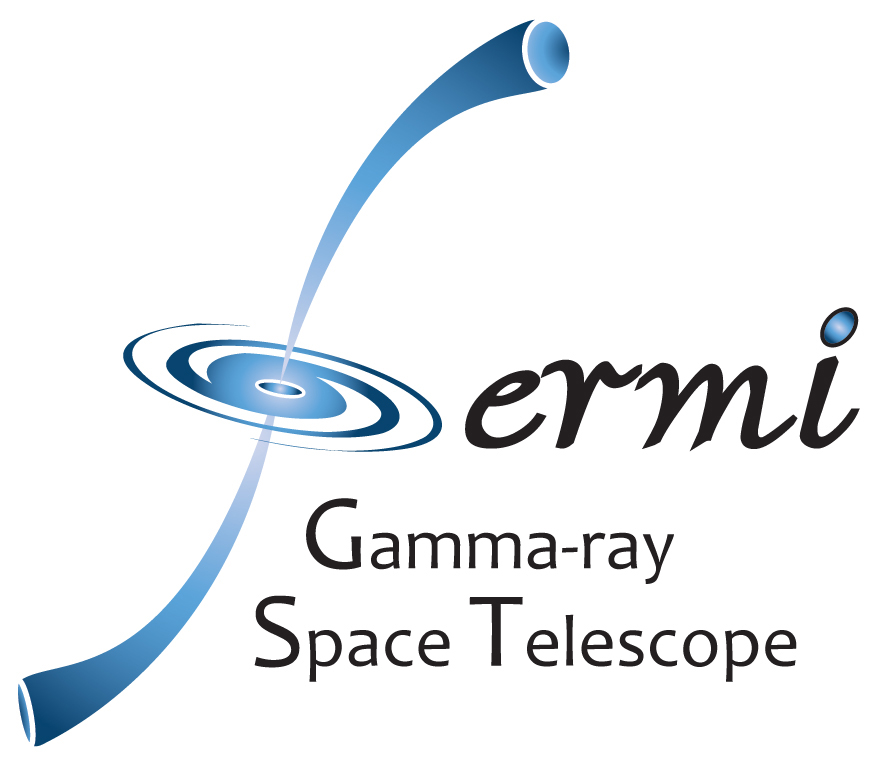
Fermi G.S.T. logo

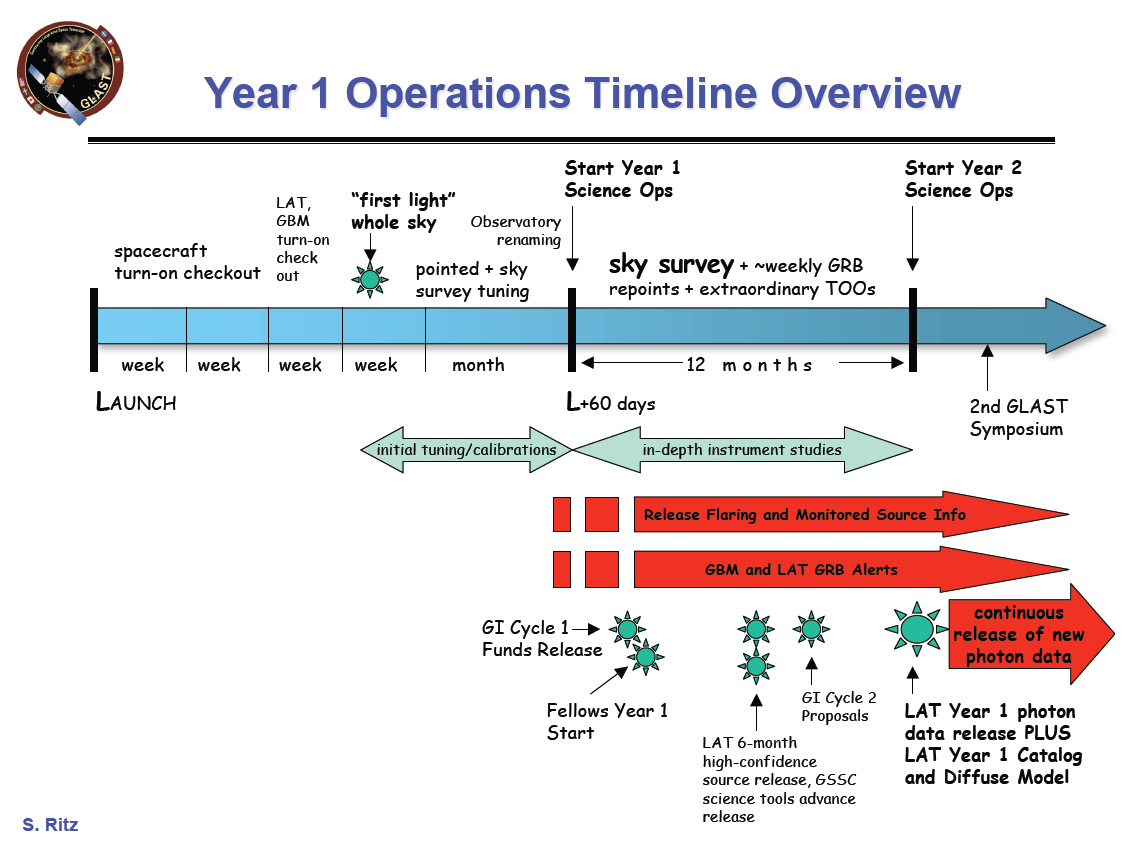
Förväntad tidslinje för GLAST

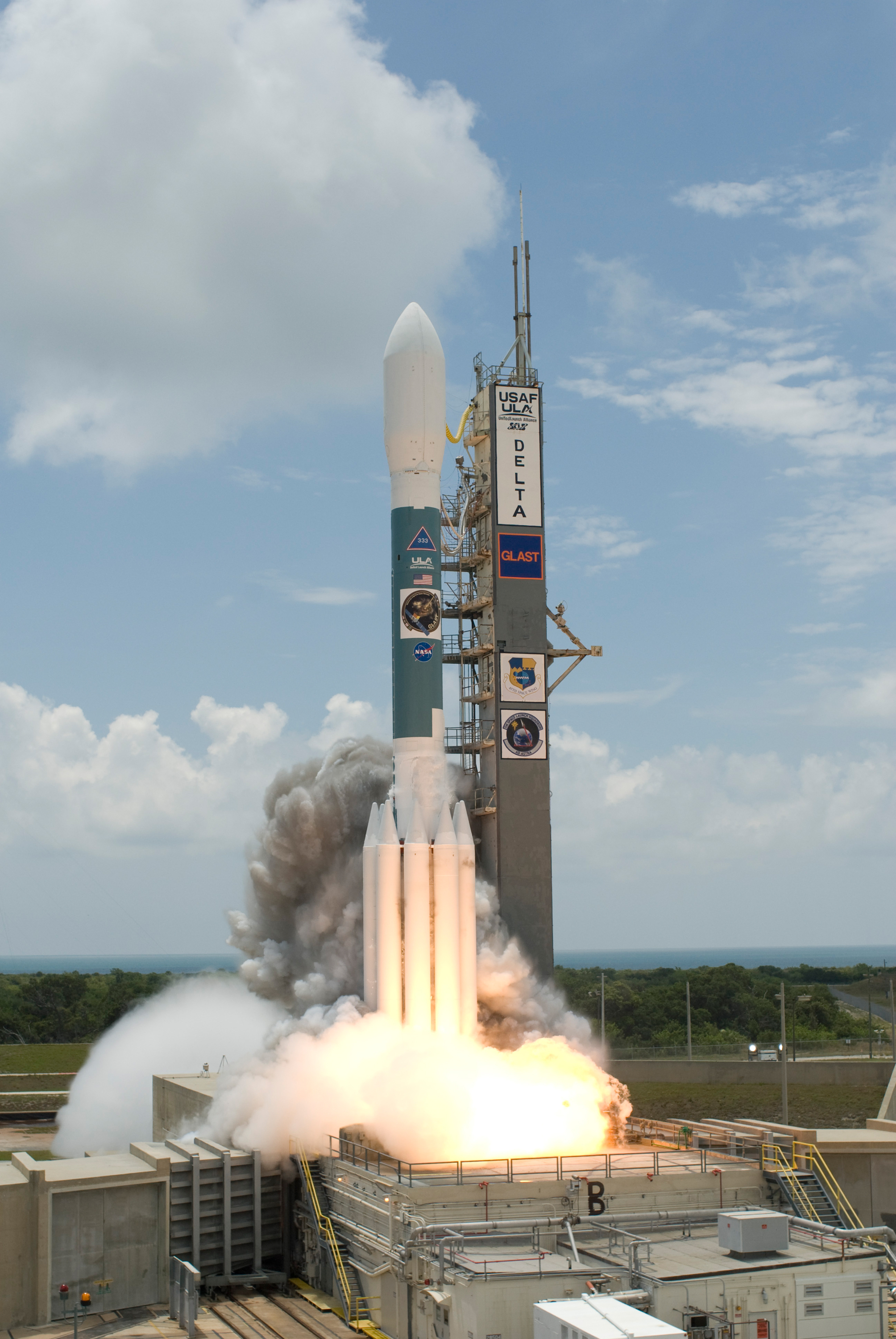
Uppskjutning av GLAST med en Delta II-raket 11 juni 2008.

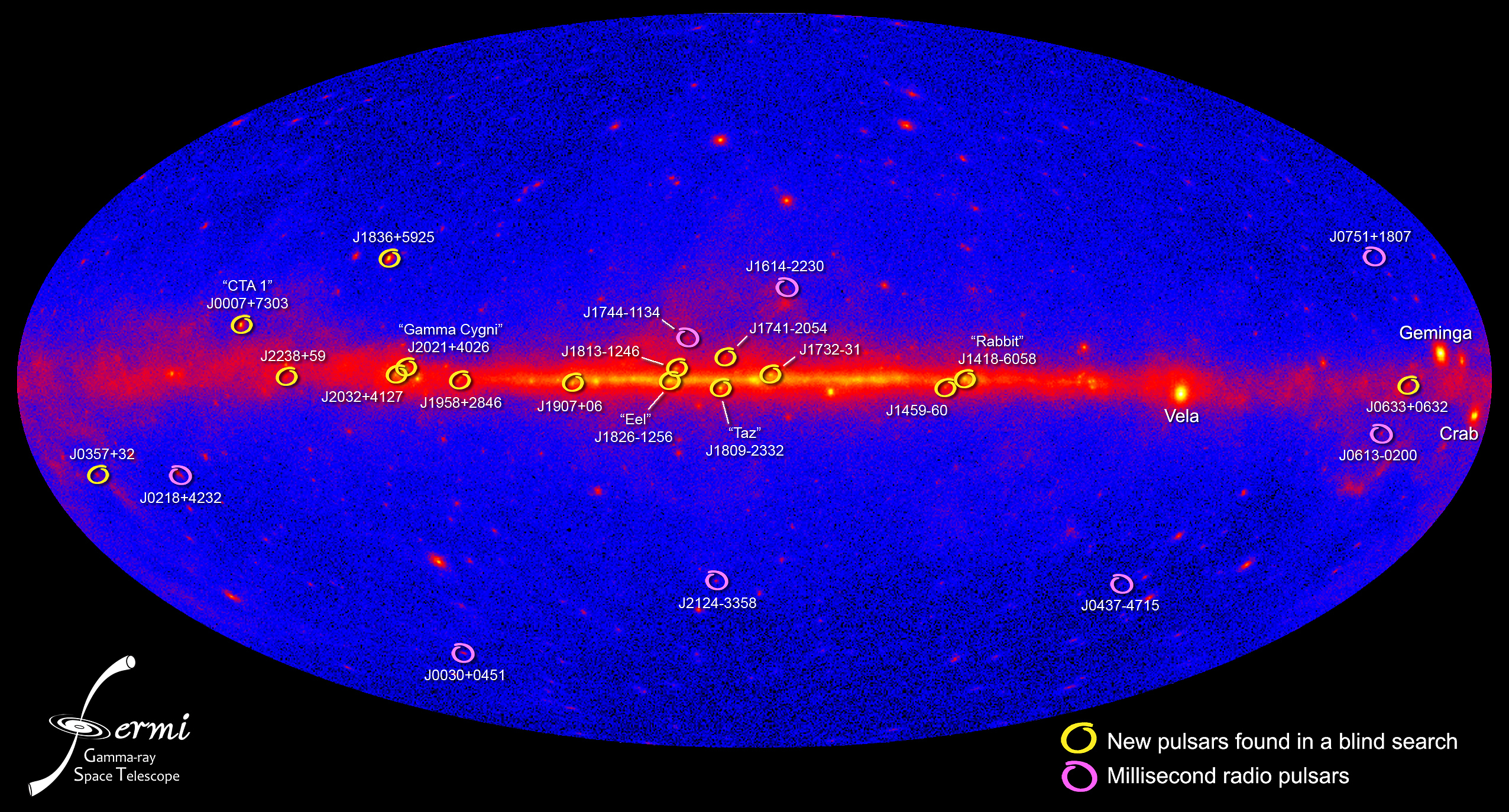
Gamma-ray pulsarer, upptäckta av Fermi Gamma-ray Space Telescope.

Cycle of pulsed gamma rays from the Vela pulsar. Constructed from photons detected by Fermi's Large Area Telescope.

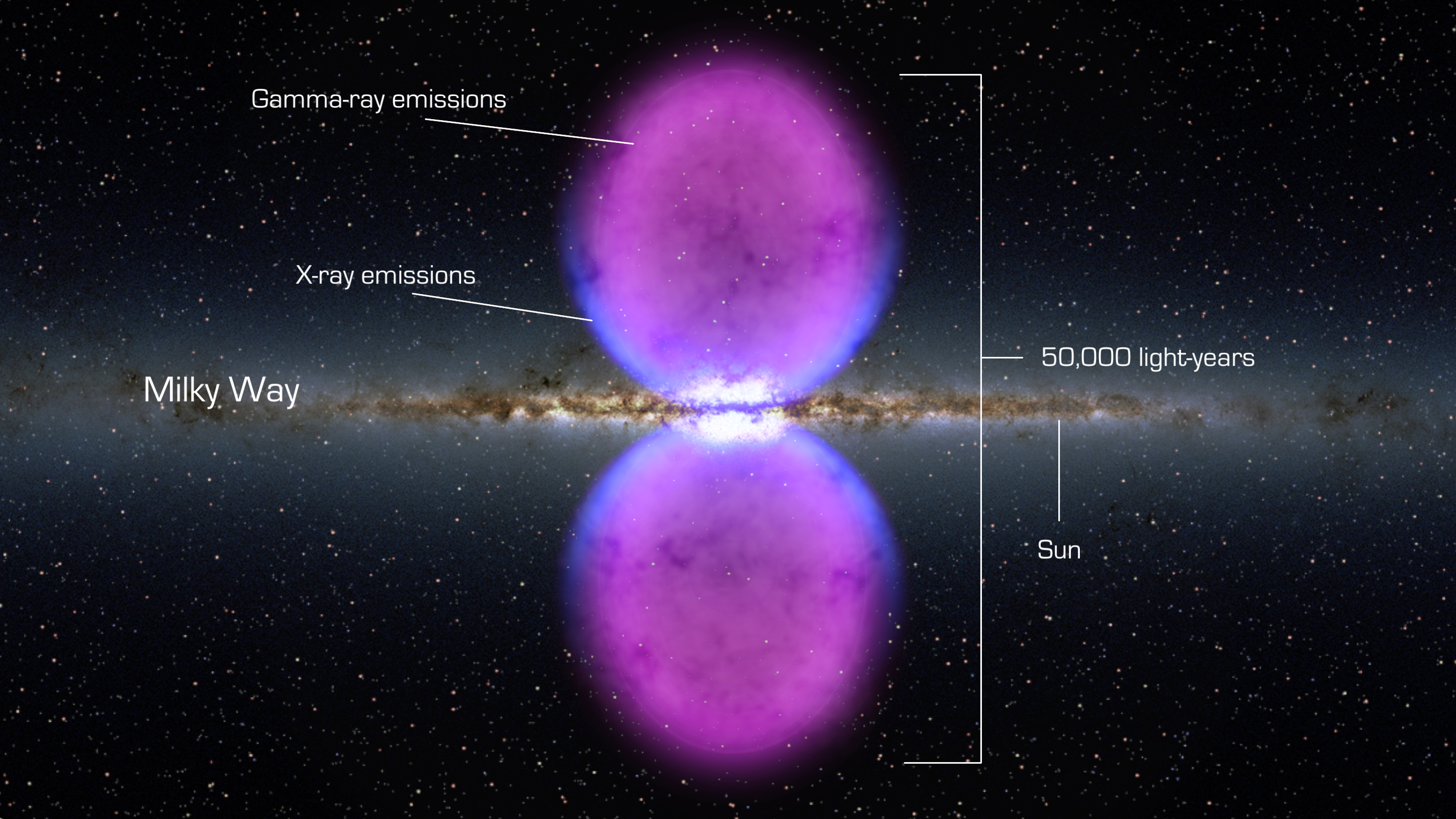
Artistic diagram of the two gigantic X-ray/gamma-ray bubbles of Earth's Galaxy, the Milky Way.

Fermi Gamma-ray Space Telescope är ett rymdbaserat teleskop avsett för kosmisk gammaastronomi. Teleskopet kallades tidigare för GLAST (en akronym för Gamma-ray Large Area Space Telescope), men har nu namn efter fysikern Enrico Fermi. Det sköts upp från Cape Canaveral Air Force Station den 11 juni 2008 efter tio års planering och konstruktion. Teleskopet kommer att utforska högenergiprocesser i universum.
Teleskopet är utrustat med två separata detektorer, vilka är designade att studera astrofysik och kosmologiska sammanhang hos fenomen som ackretionsskivor och pulsarer. Fermi är ett internationellt samarbetsprojekt mellan statliga myndigheter i USA (bland andra Nasa), Frankrike, Tyskland, Italien, Japan och Sverige. Svenska deltagare är institutioner vid Stockholms universitet och Kungliga Tekniska högskolan i AlbaNova samt Högskolan i Kalmar

## Uppdrag
De främsta vetenskapliga målen med Fermiteleskopet är att:
- Förstå mekanismerna för partikelacceleration i aktiva galaxkärnor (AGN), pulsarer och supernovarester (SNR).
- Kartlägga himlens gammastrålning: oidentifierade källor och diffus emission.
- Bestämma gammablixtars högenergiuppträdande och transienter.
- Sondera mörk materia och det tidiga universum.